# IC 4662A
IC 4662A је спирална галаксија у сазвјежђу Паун која се налази на листи објеката дубоког неба у Индекс каталогу.
Деклинација објекта је - 64° 57' 34" а ректасцензија 17h 51m 36,6s. Привидна величина (магнитуда) објекта IC 4662 износи 13,8 а фотографска магнитуда 14,5. IC 4662A је још познат и под ознакама ESO 102-16, IRAS 17465-6456, PGC 61002.